# Magic Sam
Magic Sam, właśc. Samuel Gene Maghett (ur. 14 lutego 1937, zm. 1 grudnia 1969) – amerykański gitarzysta i wokalista bluesowy związany z bluesem chicagowskim.

## Biografia
Urodził się na farmie pod Grenadą w hrabstwie Grenada w stanie Missisipi. Jego ojcem był Jessie Maghett, a matką Hetha Anna Henderson. W wieku 10 lat nauczył się grać na własnoręcznie wykonanej gitarze. Do szkoły chodził razem z Magic Slimem (Morrisem Holtem).
Pod koniec lat 40. XX w. pracował pozamuzycznie. W 1950 r. przeniósł się do Chicago, gdzie uczęszczał do Drake High School. Rozpoczął grać na gitarze w gospelowej grupie Morning View Special, z którą występował w wielu lokalnych kościołach.
W 1954 zaczął grać bluesa w Homesick James Band, z którym występował w lokalnych klubach, m.in. w Cotton Club
W 1955 r. założył swój zespół, z którym występował w 708 Club i w Ray’s Lounge w Chicago. Równocześnie grał także w zespole swojego wujka Shakey Jake Band w takich miejscach jak Wagon Wheel i Kirksey’s Lounge w Chicago
W 1957 r. dokonał pierwszych nagrań dla wydawnictwa Cobra. Akompaniowali mu tacy muzycy jak Little Brother Mongomery na pianinie, Mack Thompson na gitarze basowej, Willie Dixon na kontrabasie i Bill Stepney na perkusji.
W latach 1957–1958 występował w chicagowskim Blue Flame Club.
W 1958 r. dokonał nagrań z Shakeyem Jakiem dla firmy Artistic.
W 1959 r. występował w Eddie Show’s Place, Pepper’s Lounge i Just Me Lounge w Chicago.
W 1959 r. rozpoczął służbę w armii amerykańskiej, jednak w 1960 r. zdezerterował z niej i w 1961 r. spędził pół roku w więzieniu.
W kwietniu 1960 i w styczniu/lutym 1961 dokonał nagrań dla wytwórni Chief.
W latach 1960–1961 występował często w Club Tay May w Chicago.
W październiku 1963 r. dokonał nagrań dla niemieckiej firmy L+R oraz dla Delmark. Nagrania dla wytwórni Delmark pochodziły z koncertu w Club Alex w Chicago.
W lutym 1964 r. firma Delmark dokończyła koncertowych nagrań Magic Sama w Club Alex.
11 lutego 1964 r. Magic Sam dokonał nowych nagrań dla takich firm jak CBS i L+R.
W latach 1964–1968 występował w Copa Cabana Club w Chicago. Kilka jego koncertów było retransmitowanych przez radio WOPA w cyklu Bill Hill Show.
W 1965 r. koncertował w Big John’s i Eldridge Club w Chicago.
W latach 1966–1968 koncertował w Sylvio’s w Chicago.
W 1966 r. występował w Pershing Lounge i Cal’s Corner w Chicago.
6 lutego 1966 r. nagrał kilka bluesów dla firmy Delmark i prawdopodobnie w 1966 r. dokonał kilkunastu nagrań dla holenderskiej wytwórni Black Magic.
W 1967 r. występował na University of Chicago oraz w takich miejscach jak Club 99 w Joliet i Mother Blues w Chicago.
W czerwcu i październiku 1967 r. nagrał ponad 20 bluesów dla wytworni Delmark w Chicago.
W 1968 r. koncertował w chicagowskich klubach Father Blues, Sitzmark i innych. Występował także z grupą Otis Rush Band. W tym samym roku koncertował na University of Wisconsin w Madison w stanie Wisconsin. Następnie występował w Avalon Ballroom oraz w Fillmore West w San Francisco.
W styczniu, październiku i listopadzie 1968 r. w chicagowskim studiu nagrał kilkadziesiąt utworów dla firmy Delmark.
W latach 1968–1969 koncertował w The Log Cabin w San Francisco.
W 1969 r. występował w Winterland i Aragon Ballroom w San Francisco, a następnie pojawił się w lokalnej chicagowskiej TV w programie Marty Faye Show. Występował także w L&A Lounge w Chicago. Wystąpił na Ann Arbor Blues Festival w Ann Arbor w stanie Michigan oraz w Shrine Auditorium w Los Angeles, w The Catacombs w Bostonie, w Guild Theater w Louisville w stanie Kentucky i w Black Dome w Cincinnati w stanie Ohio. W ramach American Folk Blues Festival odbył tournée po Europie. 3 października koncertował w Royal Albert Hall w Londynie. Kilka nagrań z tego koncertu zostało umieszczonych na albumie wydanym przez CBS.
Pod koniec 1969 r. występował w Main Point w Bryn Mawr w Pensylwanii, na University of Chicago i w Ash Grove w Los Angeles.
Zmarł nagle 1 grudnia 1969 r. na atak serca w DOA St. Anthony Hospital w Chicago. Został pochowany na Restvale Cemetery w Worth w stanie Illinois.
Był dwukrotnie żonaty. Pierwszą żoną była Leola, a drugą Georgia Flangan. Miał 4 dzieci. Shakey Jake Harris był jego wujkiem i czasem menedżerem.

## Ocena i krytyka
W 1982 r. został wprowadzony do Blues Hall of Fame.
Był bardzo ważnym gitarzystą dla rozwoju chicagowskiego bluesa, zwłaszcza jego odmianie zwanej bluesem zachodniej strony. Należał do trójki wielkich gitarzystów chicagowskich; oprócz niego byli to Buddy Guy i Otis Rush. Ze wszystkich gitarzystów bluesowych był najbliżej Jimiego Hendriksa.
Wpływ wywarli na niego Lowell Fulson, Homesick James, Syl Johnson, B. B. King, Freddie King. Little Walter, Muddy Waters i Jimmy Rogers. Pod jego wpływem było wielu wykonawców, m.in. takich jak Luther Allison, Eddy Clearwater, Magic Slim, Robert Cray i wielu innych, w tym również i białych gitarzystów.
- Brzmienie Sama było unikatowe, jego gitara grała zadziwiająco lirycznie, a jego wysoki głos był niezapomniany (Gary Von Tersch, [w:] Blues World, grudzień 1970, s. 20)
- Magic Sam był ważnym ogniwem w tradycji bluesa takich gwiazd pierwszej fali jak Muddy Waters i Howlin' Wolf (Irwin Stambler. Encyclopedia of Pop, Rock & Soul. St Martin’s Press, 1974)(cytaty za[3])

## Dyskografia i filmografia

### Płyty i CD
- Magic Touch – 1966
- West Side Soul – 1967
- Black Magic – 1968
- Magic Sam 1937-1969 – 1969
- Otis Rush and Magic Sam – 1980
- Magic Sam Live – 1981
- Live at Ann Arbor and in Chicago – 1982
- The Late Great Magic Sam – 1984
- The Magic Sam Legacy – 1989
- Live at the Alex Club – 1990
- 1957-1966 – 1991
- The Cobra, Chief & Crash Recordings – 2001
- Black Magic Blues – 2002
- Rockin’ Wild in Chicago – 2003
- American Folk Blues Festival 1962-1969. Vol. 2 – 2004 (z innymi wykonawcami)

### DVD
- Legends of the American Folk Blues Festivals Vol. 3 (Tropical Music 68.364; nagr. z 1969 r.; inni wykonawcy) – 2008
- The American Folk Blues Festival 1962-1966, Vol. Two (HIP-O Records B0000751-09; dwa bonusowe nagrania z 1969 r. „All Your Love” i „Magic Sam’s Boogie”)